# Internationale Medienhilfe
Internationale Medienhilfe (IMH) (Ayuda para los medios), fundada en 1996, es una organización de autoayuda independiente, no comercial, y comunidad de trabajo de medios interculturales, medios de emigrantes, y medios judíos de todos los continentes. 

## Objetivos
Las metas de los miembros del IMH son:
- El fomento de alcance mundial de cooperación entre medios y las personas que hacen los medios.
- El fomento de la libertad de prensa y opinión
- El fomento del trabajo internacionales periodístico
- El fomento del entendimiento entre los pueblos
- El fomento de la multiplicidad lingüística
- El fomento de innovaciones en el ámbito de los medios
- El fomento de formación de jóvenes trabajadores de los medios